# Pia Lionetti
Pia Carmen Maria Lionetti (San Giovanni Rotondo, 26 de febrero de 1987) es un deportista italiano que compitió en tiro con arco, en la modalidad de arco recurvo.
Ganó una medalla de oro en el Campeonato Mundial de Tiro con Arco en Sala de 2009, cuatro medallas en el Campeonato Europeo de Tiro con Arco al Aire Libre entre los años 2004 y 2010, y dos medallas de plata en el Campeonato Europeo de Tiro con Arco en Sala, en los años 2010 y 2013.
Participó en dos Juegos Olímpicos de Verano, en los años 2008 y 2012, ocupando el quinto lugar en Pekín 2008, en la prueba de equipo.

## Palmarés internacional
| Campeonato Mundial en Sala       | Campeonato Mundial en Sala | Campeonato Mundial en Sala | Campeonato Mundial en Sala |
| Año                              | Lugar                      | Medalla                    | Prueba                     |
| -------------------------------- | -------------------------- | -------------------------- | -------------------------- |
| 2009                             | Rzeszów (Polonia)          | Medalla de oro             | Equipo                     |
| Campeonato Europeo al Aire Libre |                            |                            |                            |
| Año                              | Lugar                      | Medalla                    | Prueba                     |
| 2004                             | Bruselas (Bélgica)         | Medalla de plata           | Equipo                     |
| 2006                             | Atenas (Grecia)            | Medalla de bronce          | Individual                 |
| 2008                             | Vittel (Francia)           | Medalla de bronce          | Individual                 |
| 2010                             | Rovereto (Italia)          | Medalla de bronce          | Equipo                     |
| Campeonato Europeo en Sala       |                            |                            |                            |
| Año                              | Lugar                      | Medalla                    | Prueba                     |
| 2010                             | Poreč (Croacia)            | Medalla de plata           | Equipo                     |
| 2013                             | Rzeszów (Polonia)          | Medalla de plata           | Equipo                     |